# Рудень (Шуйч, Арджеш)
Рудень, Рудені (рум. Rudeni) — село у повіті Арджеш в Румунії. Входить до складу комуни Шуйч.
Село розташоване на відстані 150 км на північний захід від Бухареста, 47 км на північний захід від Пітешть, 116 км на північний схід від Крайови, 95 км на південний захід від Брашова.

## Населення
За даними перепису населення 2002 року у селі проживали 913 осіб. Усі жителі села рідною мовою назвали румунську.
Національний склад населення села:
| Національність | Кількість осіб | Відсоток |
| -------------- | -------------- | -------- |
| румуни         | 896            | 98,1%    |
| цигани         | 17             | 1,9%     |